# Tsumao Awasaka
Tsumao Awasaka (泡坂 妻夫 Awasaka Tsumao, eigentlich Atsukawa Masao; geboren 5. Mai 1933 in Tokio; gestorben 3. Februar 2009 ebenda) war anfangs ein japanischer Zauberkünstler, dann Schriftsteller.

## Leben und Wirken
Tsumao Awasaka machte seinen Schulabschluss an der „Städtischen Kudan-Oberschule“ (都立九段高等学校, Toritsu Kudan kōtō gakkō) in Tokio. Während er das Familienunternehmen eines Wappenmalers erbte, der Familienwappen (家紋, Kamon) auf die Kleidung stickte, schloss er sich dem Club „Jashūmon kijutsu kurabu“ (邪宗門奇術クラブ) an und entwickelte viele kreative Zaubereien. 1968 trat er dem Zauberclub bei, der mit dem „Ishida-Amami-Preis“ (石田天海賞), der Schöpfern exzellenter Magie verliehen wird, und kündigte viele kreative Zauber an. Geschickte Irreführung, Umkehrideen und bizarre Paradoxien waren übliche Elemente seiner Magie. Und so gewann er mit „DL No2 Incident“, der solche Techniken voll ausnutzt, 1976 den 1. „Phantom Castle“ als Preis für den Neuling des Jahres.
Im Rahmen seiner Magie-Geschichten ist die Sammlung „11 Spielkarten“ (11枚のトランプ) (1976) zu erwähnen, und „Midare karakuri“ (乱れからくり) – etwa „Verrücktes auf den Kopf stellen“ (1977) – mit dem Motiv Karakuri Spielzeuge und Labyrinthe, was mit dem „Japan Reasoning Writers Association Award“ (日本推理作家協会賞, Nihon suiri sakka kyōkai-shō) ausgezeichnet wurde. Darauf gründete er seine Stelle als Schriftsteller. Sein knifflige Stil wurde beliebt, aber auch seine Ideen, die vorher undenkbar waren, wie „Kigeki hikigeki“ (喜劇悲奇劇) – „Komödie Tragödie“ 1982 – und das Buch selbst mit Tricks „Shiawase no shō“ (しあわせの書) – „Buch des Glücks“ 1987 – u. a. machten ihn bekannt.
In Sachen „verrückte Ideen“ ist er mit „Seija to shisha“ (生者と死者) – „Die Lebenden und die Toten“ 1994 – auf dem Höhepunkt. Das Buch ist in traditioneller chinesische Buchbindung hergestellt, und wenn man zuerst die Seiten umblättert, liest man eigenständige Kurzgeschichten. Aber wenn man jede Seite mit einem Papiermesser auftrennt, wird die Kurzgeschichte, die man zuvor gelesen hat, zu einer langen Geschichte, was der ultimative Clou des Buches ist. Um diesen Mechanismus zu schaffen, hatte der Autor ein Manuskriptpapier mit der gleichen Zusammensetzung (Anzahl der Zeichen und Anzahl der Zeilen) wie das Taschenbuch vorbereitet und zwar sorgfältig so, dass die Verbindung zwischen den beiden Lesemöglichkeiten nicht unnatürlich erscheint. Dafür hat er etwa sieben Jahre aufgewandt. 
Doch während Awasaka einerseits aufwändige „seltsame“ Werke schuf, verfasste er auch Kurzgeschichten wie „Orizuru“ (折鶴) – „Gefalteter Papierkranich“ –, die die tiefe Liebe zwischen Männern und Frauen darstellt und gleichzeitig die verschwindende Edo-Atmosphäre einfängt. Mit dieser Sammlung von Geschichten über die Alltagswelt und menschliche Gefühle – „Ninjōbanashi“ (人情噺) – gewann er 1988 den Izumi-Kyōka-Literaturpreis, und für „Kagekikyo“ (蔭桔梗) – „Schatten-Ballonblume“ –, was die Welt seiner Familie als traditionelle Wappensticker darstellt, 1990 den 103. Naoki-Preis. Darüber hinaus schrieb er viele hervorragende historische Romane wie „Kijo no Uroko“ (鬼女の鱗) – etwa „Schuppen einer Hexe“ (1988) – und Kriminalgeschichten sowie „Sharaku Hyakumensō“ (写楽百面相) – „Hundert verschiedene Gesichter des Sharaku“ (1993) – über die wahre Identität von Tōshūsai Sharaku. Auch verfasster er Bücher zum Thema Magie.